# Amazones (film)
Amazones is een Nederlandse film uit 2004 onder regie van Esmé Lammers.

## Verhaal
Drie bijstandsmoeders en een lerares zijn het zat om elke maand de eindjes aan elkaar te moeten knopen. Ze besluiten om een overval op een bank te plegen, zodat ze hun schulden kunnen betalen. Na dit kleine succes willen de dames meer en ze besluiten een overval op een supermarkt te plegen. De politie komt te weten waar hun schuilplaats is en ze worden gearresteerd in een hotel in Brussel. Kers weet echter te ontkomen naar Amerika en bewaart daar het geld voor haar en haar vriendinnen. Na enkele jaren in de gevangenis komen de dames weer vrij en kunnen ze hun gewone leven weer oppakken. 

## Rolverdeling
| Acteur              | Personage                        | Opmerkingen |
| ------------------- | -------------------------------- | ----------- |
| Monique van de Ven  | Kers                             |             |
| Monic Hendrickx     | Sam                              |             |
| Georgina Verbaan    | Reneetje                         |             |
| Susan Visser        | Lot                              |             |
| Theo Maassen        | Achilles                         |             |
| Pierre Bokma        | Zeger                            |             |
| Marcel Musters      | Ramon                            |             |
| Roos Ouwehand       | Natasja                          |             |
| Hans Trentelman     | Pompbediende                     |             |
| Jochum ten Haaf     | Van Trigt                        |             |
| Ergun Simsek        | Najib                            |             |
| Mieke Mink          | Ons ma                           |             |
| Guido Pollemans     | Pim                              |             |
| Dorien Folkers      | Luizenmoeder                     |             |
| Martijn Hillenius   | Piepjonge agent                  |             |
| Jenne Decleir       | Stan                             |             |
| Wim Serlie          | Rijkswacht                       |             |
| Elske Hart          | Melanie                          |             |
| Arthur Dieteren     | Kees                             |             |
| Philippine Hillen   | Kim                              |             |
| Rowan Kallasingh    | Mo                               |             |
| Jasper Gottlieb     | Moes                             |             |
| Merel den Hengst    | Roosje                           |             |
| Gert Jan van Veen   | Jongen met mes                   |             |
| Jim Berghout        | Agent                            |             |
| Sarah Boonman       | Receptioniste hotel              |             |
| Tamar Baruch        | Receptioniste hotel              |             |
| Nadja van de Ven    | Kamermeisje                      |             |
| Kelly Lee van Gilst | Caissière                        |             |
| Job Raaijmakers     | Geldloper                        |             |
| Ad Bastiaanse       | Medewerker supermarkt            |             |
| Erik van der Horst  | Medewerker supermarkt            |             |
| Ine Kuhr            | Medewerker supermarkt            |             |
| Wende Snijders      | Medewerker supermarkt            |             |
| Marinus Vroom       | Parkeerwachter                   |             |
| Arthur Siebbeles    | Parkeerwachter                   |             |
| Lone van Roosendaal | Bankbediende                     |             |
| Vincent Rietveld    | Bankbediende                     |             |
| Michael Helmerhorst | Vader Reneetje                   |             |
| Frits Sissing       | Presentator Opsporing Verzocht   |             |
| Cilly Dartell       | Presentatrice Hart van Nederland |             |

## Prijzen en nominaties
De film is genomineerd voor:
- Emden Film Award op het Emden International Film Festival van 2005
- Gouden Kalf voor Beste Actrice (Susan Visser) op het Nederlands Film Festival van 2005